# Харвест
Харвест — одно из крупнейших белорусских издательств. Издательство входит в состав издательской группы «АСТ» (Россия) и является официальным эксклюзивным представителем продукции издательской группы «АСТ» в Республике Беларусь. Также импортирует книги, игрушки и канцтовары издательства «Эксмо».
Основано в 1996 году. Выпускает около 3 тыс. наименований книг в год.
Основные жанры издаваемой продукции — остросюжетная литература (включая женские, интеллектуальные и авантюрные детективы), современная проза, детская литература, отечественная и зарубежная фантастика, деловая и обучающая литература, а также литература научно-популярная и прикладная (куда входят темы досуга, отдыха, кулинарии, здоровья, фитнеса и спорта).